# ФК Брегалница Делчево
ФК Брегалница Делчево је фудбалски клуб из Делчева у Северној Македонији, који тренутно игра у Трећој лиги Македоније - Источни регион..
Клуб је основан 1926. године. Своје утакмице игра на Градском стадиону Гоце Делчев у Делчеву.
У својој историји две сезоне (2002/03. и 2003/04.) играо је у Првој лиги Македонији.
Клупске боје су црвена и жута.